# Pirozis
Pirozisul, cunoscut și sub denumirile de arsură retrosternală sau, în limbaj colocvial, arsuri la stomac, reprezintă o senzație de arsură localizată în spatele sternului. Acest simptom este frecvent asociat cu refluxul gastroesofagian și este adesea declanșat de consumul anumitor alimente, în special cele grase, dulci, picante, ciocolata, citricele, roșiile, ceapa sau produsele pe bază de acestea. Poziția culcată imediat după masă, aplecarea, ridicarea de greutăți și unele exerciții fizice pot accentua senzația de arsură. Printre cauzele posibile se numără refluxul gastroesofagian fiziologic, boala de reflux gastroesofagian (BRGE), leziunile mucoasei esofagiene, prezența bilei în esofag, stimularea mecanică a esofagului și hipersensibilitatea esofagiană. Se estimează că aproximativ 25% dintre adulți prezintă acest simptom cel puțin o dată pe lună.
Evaluarea clinică a pirozisului poate include investigații precum endoscopia digestivă superioară și monitorizarea pH-ului esofagian pe 24 de ore. În anumite cazuri, cum ar fi BRGE, diagnosticul poate fi stabilit pe baza simptomelor clinice. Diagnosticele diferențiale includ tulburările de motilitate esofagiană, ulcerul gastro-duodenal, esofagita și efectele adverse ale unor medicamente. Gestionarea simptomelor poate presupune modificări ale stilului de viață, cum ar fi reducerea greutății corporale, evitarea meselor abundente, renunțarea la alimentele grase sau acide și evitarea culcatului imediat după masă. În cazurile ușoare sau ocazionale, pot fi utilizate antiacide sau alginate fără prescripție medicală. Tratamentul medicamentos include, de obicei, medicamente antisecretorii, precum antagoniștii receptorilor H2 (H2RA) și inhibitorii pompei de protoni (IPP).

## Definiție și simptome

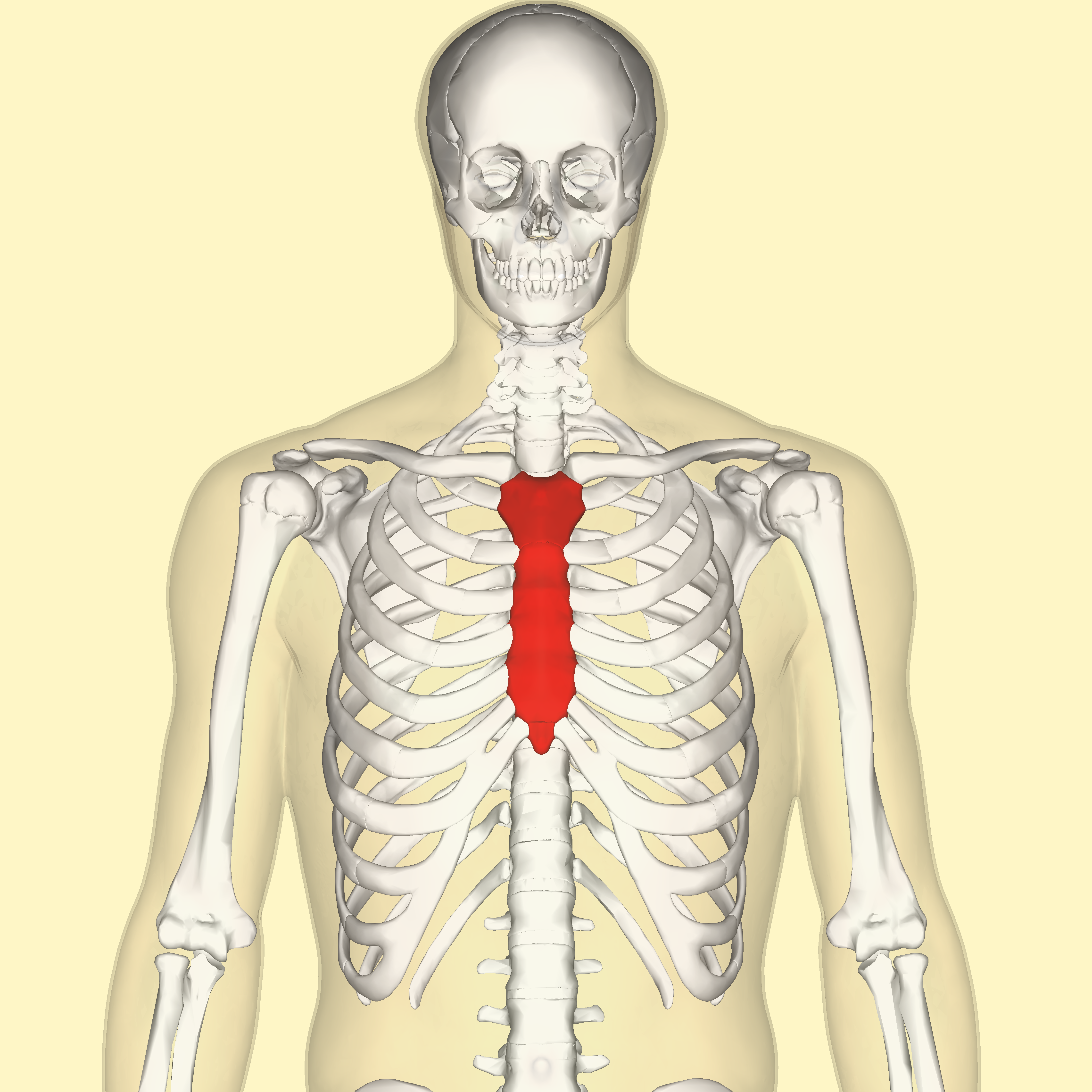
Pirozisul se resimte în spatele sternului (zona roșie)

Pirozisul, cunoscut și ca arsură retrosternală sau, în limbaj colocvial, arsuri la stomac, este o senzație de arsură localizată în spatele sternului (retrosternală), care poate iradia către faringe și poate fi însoțită de un gust acru sau acid în cavitatea bucală. Pirozisul este frecvent asociat cu refluxul gastroesofagian sau cu regurgitația conținutului gastric în esofag. În limbajul comun, termenii utilizați pentru a descrie acest simptom pot include „indigestie”, „stomac acru”, „regurgitație acidă” sau „eructații amare”.
Simptomele sunt considerate deranjante din punct de vedere clinic atunci când formele ușoare apar de două sau mai multe ori pe săptămână, ori când formele moderate până la severe se manifestă cel puțin o dată pe săptămână.
Senzația de arsură poate iradia către gât, ceafă sau regiunea interscapulară și este adesea declanșată de ingestia alimentelor. Debutul simptomelor are loc, de regulă, în decurs de o oră de la masă, în special după mese abundente. Decubitului dorsal (statul întins pe spate) imediat după masă îi este asociată o agravare a simptomatologiei. Unele persoane raportează o intensificare a simptomelor atunci când stau culcate pe partea dreaptă. Pirozisul nocturn poate perturba somnul și afecta negativ calitatea vieții. Activitățile care cresc presiunea intraabdominală – precum aplecarea, ridicarea de greutăți sau efectuarea anumitor exerciții fizice – pot, de asemenea, declanșa simptomatologia. Studiile sugerează că stresul psihologic și privarea de somn pot accentua percepția simptomelor prin creșterea sensibilității viscerale.

## Diagnostice diferențiale

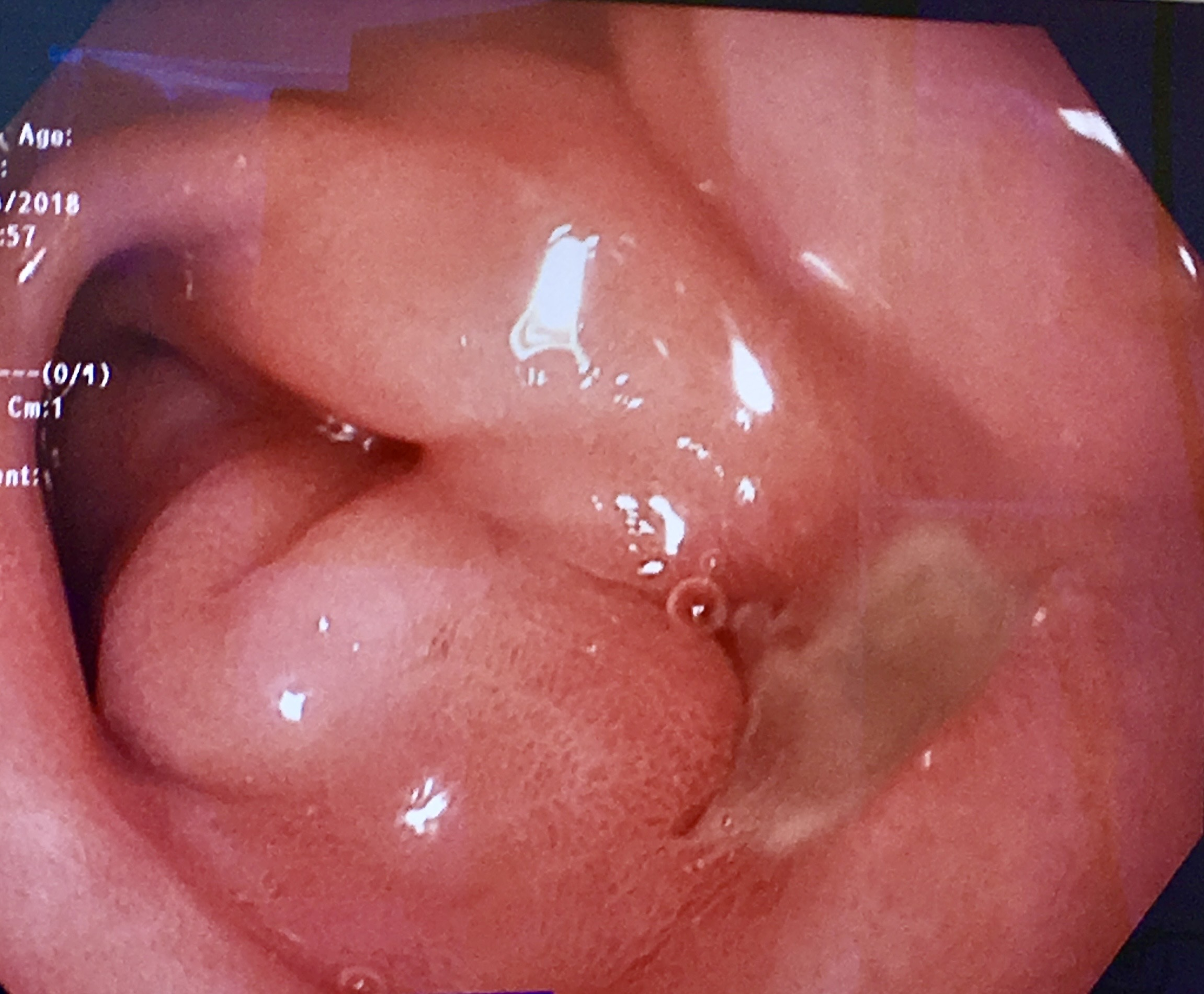
Ulcerul peptic – diagnostic diferențial al pirozisului – localizat în antrul gastric

Diagnosticul diferențial este un proces utilizat în practică medicală pentru a distinge o afecțiune de alte tulburări cu manifestări clinice asemănătoare. În cazul pirozisului, acesta include afecțiuni ale tractului digestiv superior, tulburări de motilitate esofagiană, afecțiuni cardiovasculare, boli funcționale și cauze medicamentoase.
Tulburările de motilitate includ acalazia și gastropareza, iar afecțiunile digestive structurale sau inflamatorii cuprind ulcerul peptic, dispepsia funcțională, esofagita eozinofilică, esofagita (inflamația mucoasei esofagiene), gastrita, pancreatita, colecistita și duodenita. Alte cauze digestive posibile sunt refluxul gastroesofagian, pirozisul funcțional și tulburările de peristaltism esofagian.
Din punct de vedere cardiovascular, diagnosticul diferențial trebuie să ia în considerare angina pectorală, boala coronariană și durerea ischemică, întrucât pot produce simptome asemănătoare celor din pirozis.
Afecțiuni structurale și neoplazice precum hernia hiatală, cancerul esofagian, cancerul gastric, cancerul pancreatic, ulcerul duodenal, litiaza biliară, colica biliară și adenita mezenterică trebuie de asemenea avute în vedere.
Pirozisul poate fi indus și de anumite medicamente, printre care se numără antiinflamatoarele nesteroidiene (AINS), corticosteroizii, antibioticele din clasa tetraciclinelor, bifosfonații, blocantele canalelor de calciu, nitrații, antidepresivele triciclice și medicamentele cu efect anticolinergic.

## Fiziopatologie
Cauzele exacte ale pirozisului nu sunt pe deplin elucidate, însă se consideră că implică o combinație de factori, printre care iritația chimică a mucoasei esofagiene, presiunea exercitată asupra esofagului și o sensibilitate crescută la stimuli dureroși.
Refluxul acid este o cauză frecventă, dar nu exclusivă, a pirozisului. Un studiu publicat în 1989 a demonstrat acest lucru prin administrarea de soluții acide și bazice voluntarilor; soluțiile acide au indus pirozis la toți participanții, iar soluțiile bazice au provocat simptome similare la peste 40% dintre aceștia. Monitorizarea ambulatorie a pH-ului esofagian a arătat că doar o proporție redusă dintre episoadele de reflux acid determină apariția senzației de arsură.

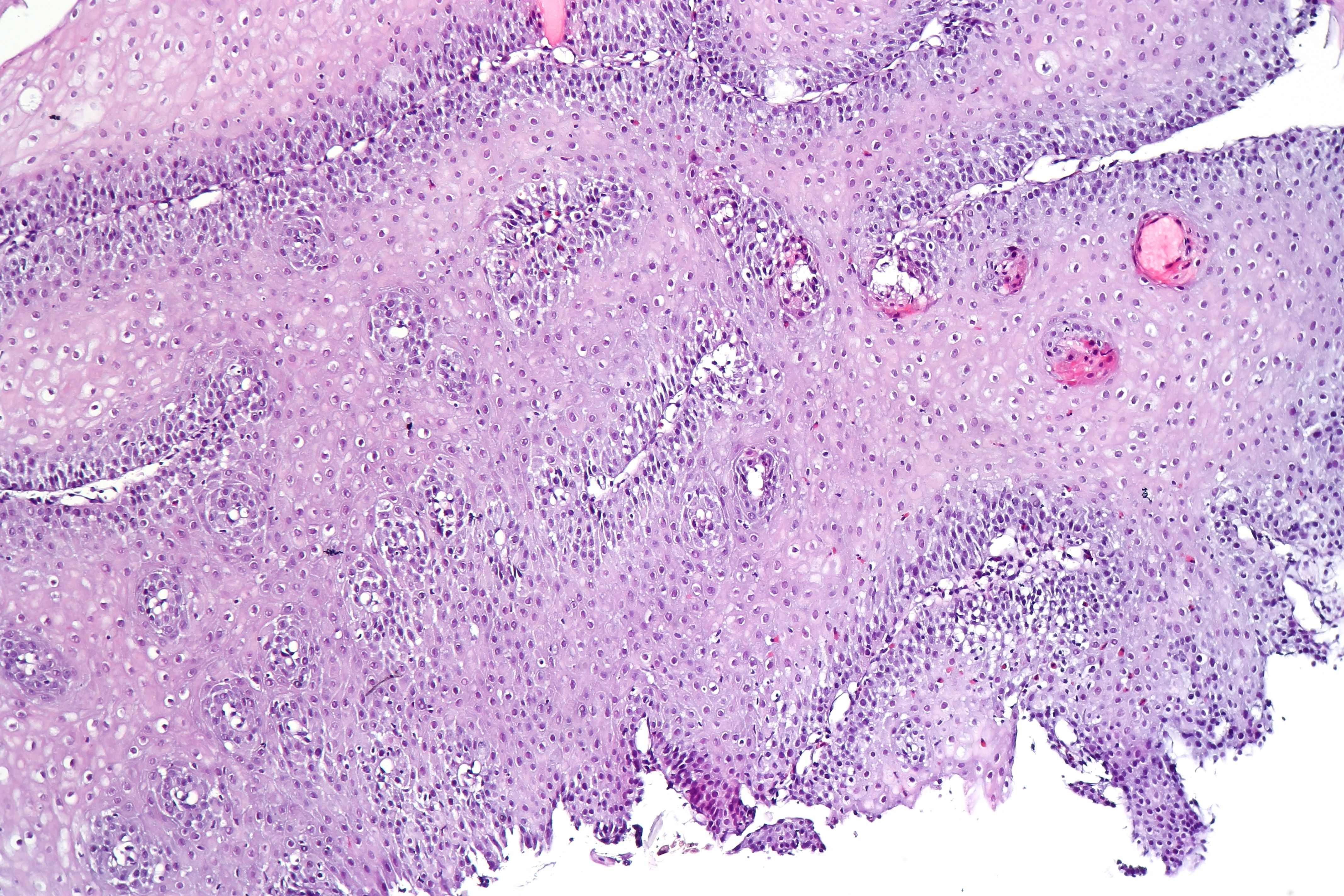
Esofag cu reflux gastroesofagian moderat, prezentând dilatarea spațiilor intercelulare.

În mod normal, terminațiile nervoase și canalele ionice sensibile la acid din straturile profunde ale mucoasei esofagiene sunt protejate de o barieră epitelială. În cadrul bolii de reflux gastroesofagian (BRGE), unul dintre primele semne histologice este apariția spațiilor intercelulare dilatate la nivelul epiteliului esofagian. Aceste modificări compromit integritatea barierei epiteliale, facilitând pătrunderea acidului gastric și a altor agenți iritanți către terminațiile nervoase subepiteliale. Această penetrare activează fibrele nervoase nociceptive (sensibile la durere), care transmit semnale către sistemul nervos central, generând percepția de arsură caracteristică pirozisului.
Refluxul esofagian poate fi clasificat, cu ajutorul monitorizării combinate impedanță/pH, în reflux acid (pH < 4), slab acid (pH 4–7) și non-acid (pH > 7). În absența tratamentului cu inhibitori ai pompei de protoni (IPP), majoritatea simptomelor sunt corelate cu refluxul acid, însă aproximativ 15% dintre cazuri sunt atribuite refluxului slab acid. Factorii care favorizează declanșarea simptomelor includ: înălțimea refluxului, nivelul scăzut al pH-ului, scăderile abrupte ale pH-ului, volumul mare al conținutului refluxat și eliminarea lentă a acidului din esofag. Chiar și sub tratament cu IPP, pirozisul poate persista, fiind asociat în 17–37% dintre cazuri cu reflux non-acid, de obicei slab acid.
Acizii biliari care refluează în esofag pot contribui, de asemenea, la apariția pirozisului. Deși expunerea la bilă este, în general, mai lentă și mai puțin intensă decât expunerea la acid gastric, se consideră că mecanismul implică deteriorarea membranei celulare și eliberarea mediatorilor intracelulari. Studii care au monitorizat simultan refluxul acid și cel biliar au arătat că aceste fenomene apar frecvent în paralel.
Stimularea mecanică a esofagului este un alt factor posibil. Distensia cu balon a esofagului, în special la nivelul segmentului superior, poate declanșa simptome de pirozis. Această regiune conține un număr mai mare de receptori sensibili la presiune decât porțiunea inferioară a esofagului, iar expunerea anterioară la acid poate amplifica sensibilitatea acestor receptori.
Hipersensibilitatea esofagiană joacă un rol semnificativ, în special la pacienții cu BRGE care prezintă valori normale ale acidității esofagiene. Studiile bazate pe distensia cu balon au arătat că acești pacienți manifestă o reactivitate crescută la presiune. Se consideră că mecanismul implicat este de natură centrală – o sensibilizare centrală a căilor nociceptive, adică o amplificare a răspunsului la durere la nivelul sistemului nervos central – mai degrabă decât o disfuncție locală a receptorilor esofagieni. Anxietatea și stresul psihologic pot intensifica percepția disconfortului atât prin mecanisme centrale, cât și prin afectarea integrității mucoasei esofagiene (prin apariția spațiilor intercelulare dilatate).
Variabilitatea acestor mecanisme fiziopatologice explică de ce unii pacienți cu pirozis nu răspund complet la tratamentele standard și pot necesita o abordare terapeutică individualizată.

## Abordare diagnostică
Investigațiile utilizate în evaluarea pirozisului includ endoscopia digestivă superioară și monitorizarea pH-ului esofagian. Boala de reflux gastroesofagian (BRGE) este frecvent diagnosticată clinic, în prezența simptomelor tipice precum pirozisul și regurgitația, în absența semnelor de alarmă. Endoscopia este recomandată în special la pacienții care nu răspund la tratamentul antisecretor sau care prezintă simptome de alarmă, precum: vărsături persistente, hemoragie digestivă, anemie feriprivă, scădere ponderală involuntară, disfagie, odinofagie, prezența unei mase epigastrice, antecedente familiale de cancer esofagian sau gastric, ori debut recent al simptomatologiei la persoane cu vârsta peste 50 de ani.

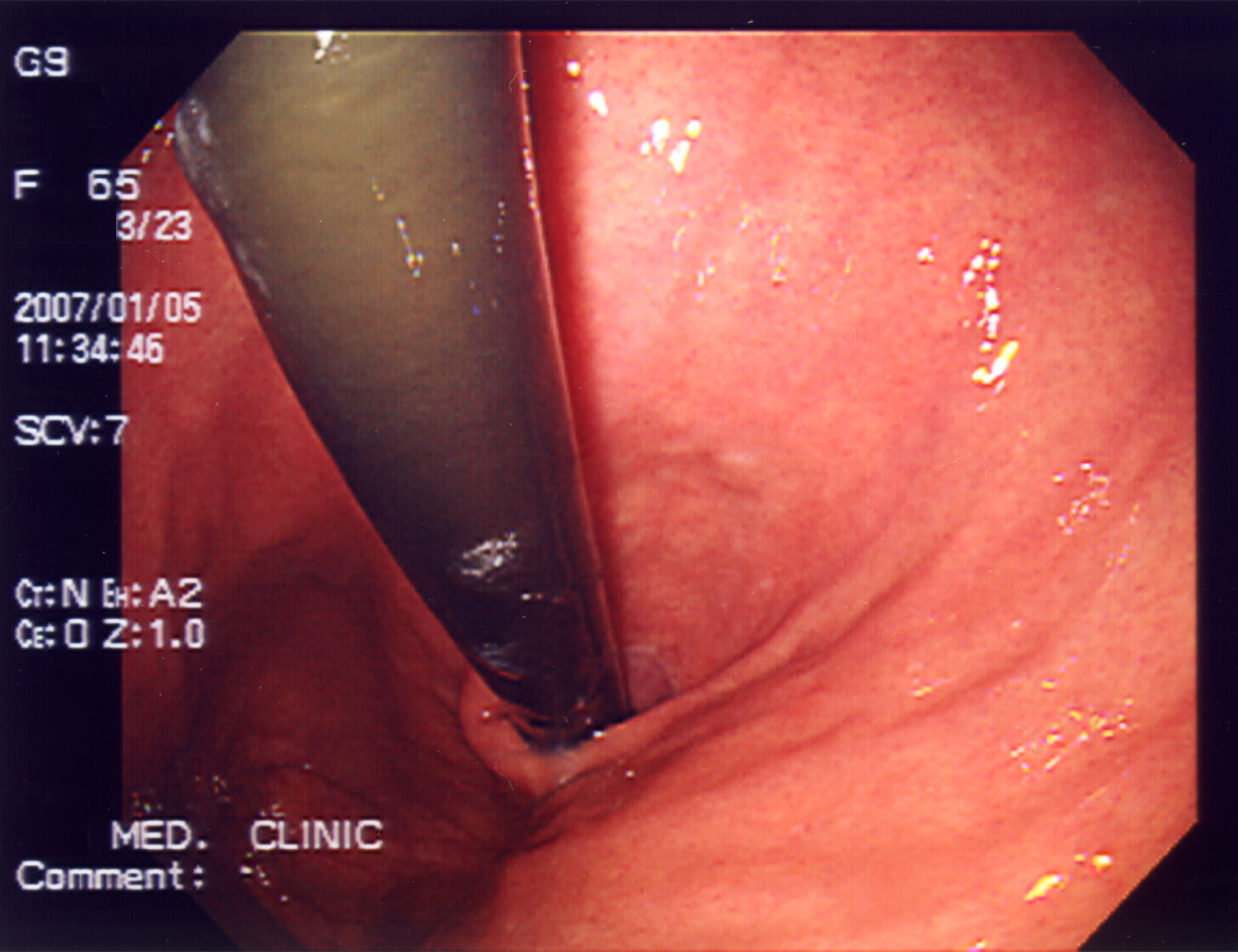
Endoscopia poate fi utilizată pentru identificarea cauzei pirozisului.

Endoscopia permite detectarea anomaliilor mucoasei esofagiene, cum ar fi esofagita erozivă sau esofagul Barrett, o modificare precanceroasă a epiteliului esofagian. Prelevarea de biopsii în timpul procedurii facilitează diagnosticul unor afecțiuni asociate cu pirozisul, inclusiv esofagita eozinofilică și esofagita limfocitară.
Pentru pacienții cu pirozis refractar (simptome persistente în ciuda terapiei antisecretorii) și endoscopie normală, se poate efectua monitorizarea pH-ului esofagian pe 24 de ore sau monitorizarea combinată impedanță–pH, care permit evaluarea refluxului acid și non-acid.
Manometria esofagiană de înaltă rezoluție (HREM) reprezintă standardul de referință pentru diagnosticul tulburărilor de motilitate esofagiană. Aceasta este utilizată pentru excluderea disfuncțiilor motorii semnificative la pacienții cu pirozis persistent, dar cu rezultate normale la endoscopie și pH-metrie. Printre tulburările de motilitate se numără: acalazia, obstrucția joncțiunii esogastrice, spasmul esofagian difuz, esofagul tip „jackhammer” și absența contractilității. Manometria este utilă și în diferențierea BRGE de alte entități funcționale, cum ar fi ruminația sau eructația supragastrică. În anumite situații, poate fi utilizată și scintigrafia gastrică pentru evaluarea unei posibile gastropareze.
Pirozisul funcțional este definit ca o senzație de arsură retrosternală asemănătoare cu cea din BRGE, dar fără dovezi de reflux patologic, disfuncții motorii esofagiene sau afectare mucoasă, în urma investigațiilor precum pH-metria, manometria și endoscopia. Diagnosticul este de excludere și se bazează pe criterii clinice standardizate:
1. Prezența unei senzații de arsură sau durere retrosternală;
2. Simptome persistente în ciuda unui tratament antisecretor eficient;
3. Absența semnelor de BRGE[d] sau a esofagitei eozinofilice ca etiologie a simptomelor;
4. Absența unor tulburări majore de motilitate esofagiană.[e]

Pentru stabilirea diagnosticului de pirozis funcțional, pacientul trebuie să îndeplinească toate criteriile de mai sus în ultimele trei luni consecutive, cu debutul simptomelor cu cel puțin șase luni anterior diagnosticului și cu o frecvență de cel puțin două episoade pe săptămână.

## Tratament
Obiectivul tratamentului este ameliorarea simptomelor, vindecarea leziunilor esofagiene (dacă sunt prezente) și prevenirea recurenței sau a complicațiilor.
Modificările stilului de viață, precum scăderea în greutate și evitarea alimentelor grase, consistente sau picante – în special înainte de culcare – pot contribui semnificativ la reducerea pirozisului. Antiacidele și alginatele, disponibile fără prescripție medicală, pot fi utilizate la nevoie pentru controlul simptomelor ușoare sau intermitente. De asemenea, se recomandă întreruperea, atunci când este posibil, a medicamentelor care pot agrava refluxul.
Pentru formele persistente, medicii prescriu frecvent inhibitori ai pompei de protoni (IPP), de obicei pentru o perioadă inițială de patru săptămâni. Dacă este identificată o infecție cu Helicobacter pylori, aceasta poate fi tratată concomitent. În absența unui răspuns clinic satisfăcător la IPP, se poate apela la antagoniști ai receptorilor H2 ai histaminei (H2RA). Pe măsură ce simptomele se ameliorează, doza sau frecvența administrării medicamentelor antisecretoare poate fi redusă gradual.
Deși au fost utilizate diverse clase de medicamente în tratamentul pirozisului, cele mai bine susținute de dovezi clinice sunt medicamentele antisecretoare, în special IPP și H2RA. În cazul pirozisului funcțional, se pot administra doze mici de antidepresive triciclice sau inhibitori selectivi ai recaptării serotoninei (ISRS), utilizate off-label pentru modularea sensibilității viscerale.

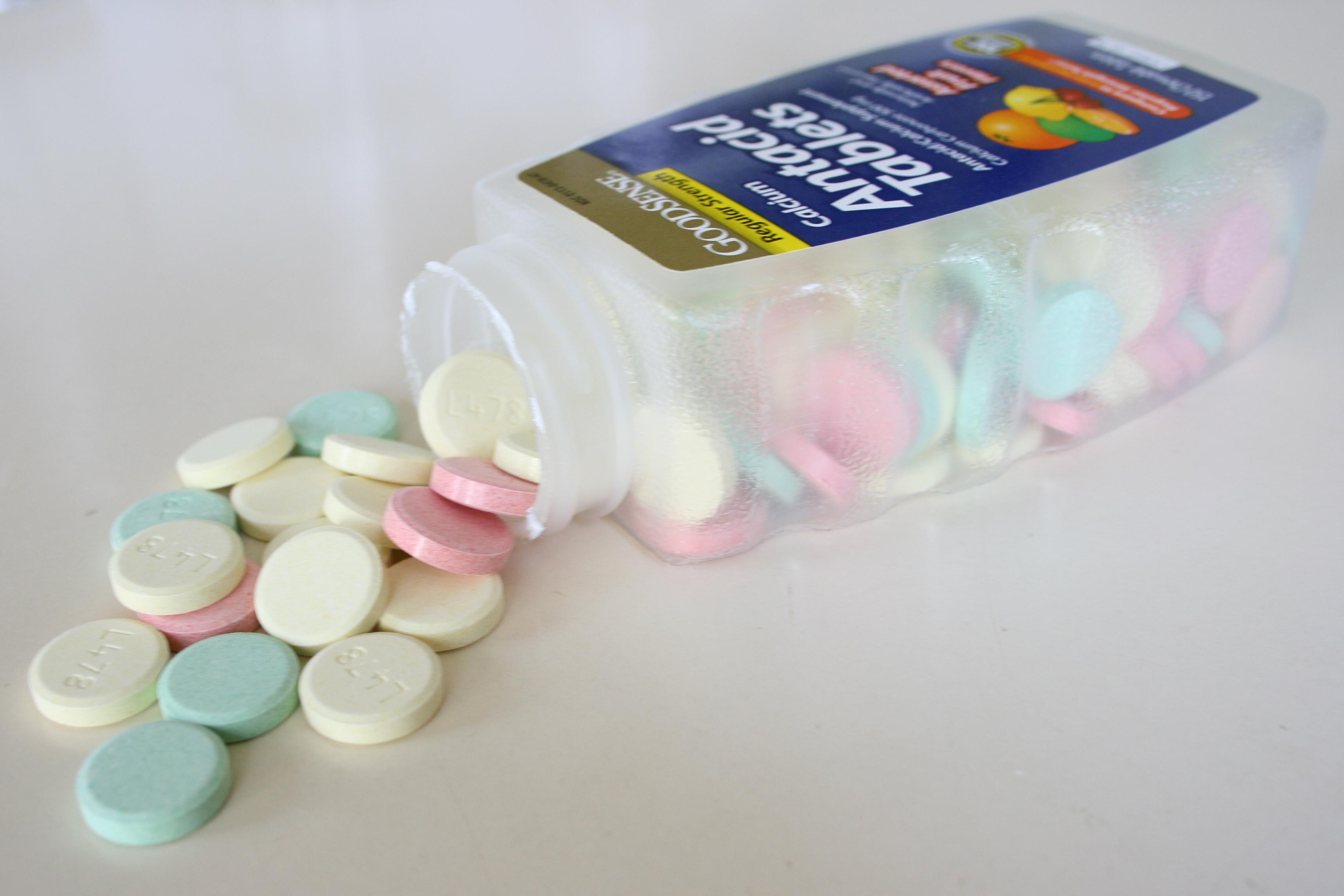
Antiacidele – precum cele din imagine – pot fi folosite în tratamentul pirozisului.

Antiacidele oferă ameliorare rapidă, dar de scurtă durată, a simptomelor. Ele conțin compuși precum hidroxid de aluminiu, hidroxid de magneziu și carbonat de calciu, care neutralizează acidul gastric. Deși sunt încă utilizate, antiacidele erau mai frecvente înainte de introducerea IPP-urilor, fiind recomandate în principal pentru pirozis ocazional postprandial sau la nevoie.
Alginatele, obținute din alge marine și combinate cu bicarbonat de sodiu sau bicarbonat de potasiu, formează un strat protector flotant deasupra conținutului gastric. Sunt mai eficiente decât antiacidele în ameliorarea pirozisului. În tratamentul pe termen scurt al BRGE (patru săptămâni), pot avea eficiență comparabilă cu IPP-urile. De asemenea, sunt utilizate ca terapie adjuvantă la pacienții care nu răspund complet la IPP, îmbunătățind controlul simptomelor și calitatea vieții.
Antagoniștii receptorilor H2 reduc secreția acidă prin blocarea receptorilor de histamină de pe celulele parietale gastrice. Efectul lor durează în general între patru și opt ore, în funcție de substanța activă. Sunt utilizați pentru ameliorarea rapidă a simptomelor ușoare sau ca adjuvanți în terapia cu IPP, în special pentru controlul refluxului nocturn.
Inhibitorii pompei de protoni (IPP) inhibă enzima H⁺/K⁺ ATP-ază, responsabilă de secreția acidului gastric. Efectul lor durează în medie 16–18 ore, este mai puternic decât al H2RA și nu scade în timp. Deși nu împiedică refluxul în sine, IPP-urile reduc potențialul lezional al conținutului refluat, favorizând vindecarea mucoasei și reducerea simptomelor.
O clasă mai nouă de medicamente antisecretoare, blocanții competitivi de potasiu ai acidului gastric (P-CAB), acționează tot prin inhibarea H⁺/K⁺ ATP-azei. Vonoprazan, cel mai bine studiat reprezentant, s-a dovedit la fel de eficient ca IPP-urile în vindecarea esofagitei și prevenirea recăderilor. În cazurile moderate sau severe, poate avea eficiență superioară. Cu toate acestea, în boala de reflux noneroziv (NERD), P-CAB-urile nu s-au dovedit mai eficiente decât placebo, probabil din cauza etiologiei multifactoriale. Deși promițători, acești agenți nu sunt încă larg disponibili, fiind aprobați în principal în anumite țări asiatice.
Prokineticele accelerează golirea gastrică și îmbunătățesc motilitatea esofagiană, contribuind astfel la eliminarea mai rapidă a conținutului acid. Acestea pot fi utile la pacienții cu componentă dismotilă în cadrul BRGE. Printre substanțele utilizate se numără metoclopramidul, domperidona, mosapridul, itopridul și prucalopridul. Dovezile privind eficiența lor în tratamentul BRGE rămân însă limitate. În practică, sunt uneori utilizate ca terapie adjuvantă la pacienții care nu răspund complet la IPP, însă beneficiul este incert.
Baclofenul, un agonist GABA-B, reduce refluxul prin inhibarea relaxărilor tranzitorii ale sfincterului esofagian inferior – un mecanism-cheie în patogeneza BRGE. Utilizarea sa este limitată din cauza tolerabilității reduse, cu efecte adverse precum somnolența și amețelile, și este rezervată cazurilor refractare, ca terapie adjuvantă la IPP.
Alegerea tratamentului depinde de severitatea simptomelor, răspunsul la terapia inițială, prezența complicațiilor și comorbiditățile pacientului.

## Epidemiologie
Aproximativ 25% dintre persoane prezintă pirozis cel puțin o dată pe lună, iar 12% îl experimentează cel puțin o dată pe săptămână. Pirozisul cu semnificație clinică – adică simptome recurente, moderate sau severe, care afectează calitatea vieții – afectează aproximativ 6% din populația Statelor Unite. Majoritatea persoanelor nu percep pirozisul ca pe o problemă medicală serioasă și solicită rar consult de specialitate. Un studiu desfășurat în comitatul Olmsted, statul Minnesota, a arătat că doar 5,4% dintre participanții care prezentau pirozis au discutat cu un medic despre simptomele lor în cursul ultimului an, deși acestea erau de intensitate moderată și persistau de peste cinci ani.

## Istoric

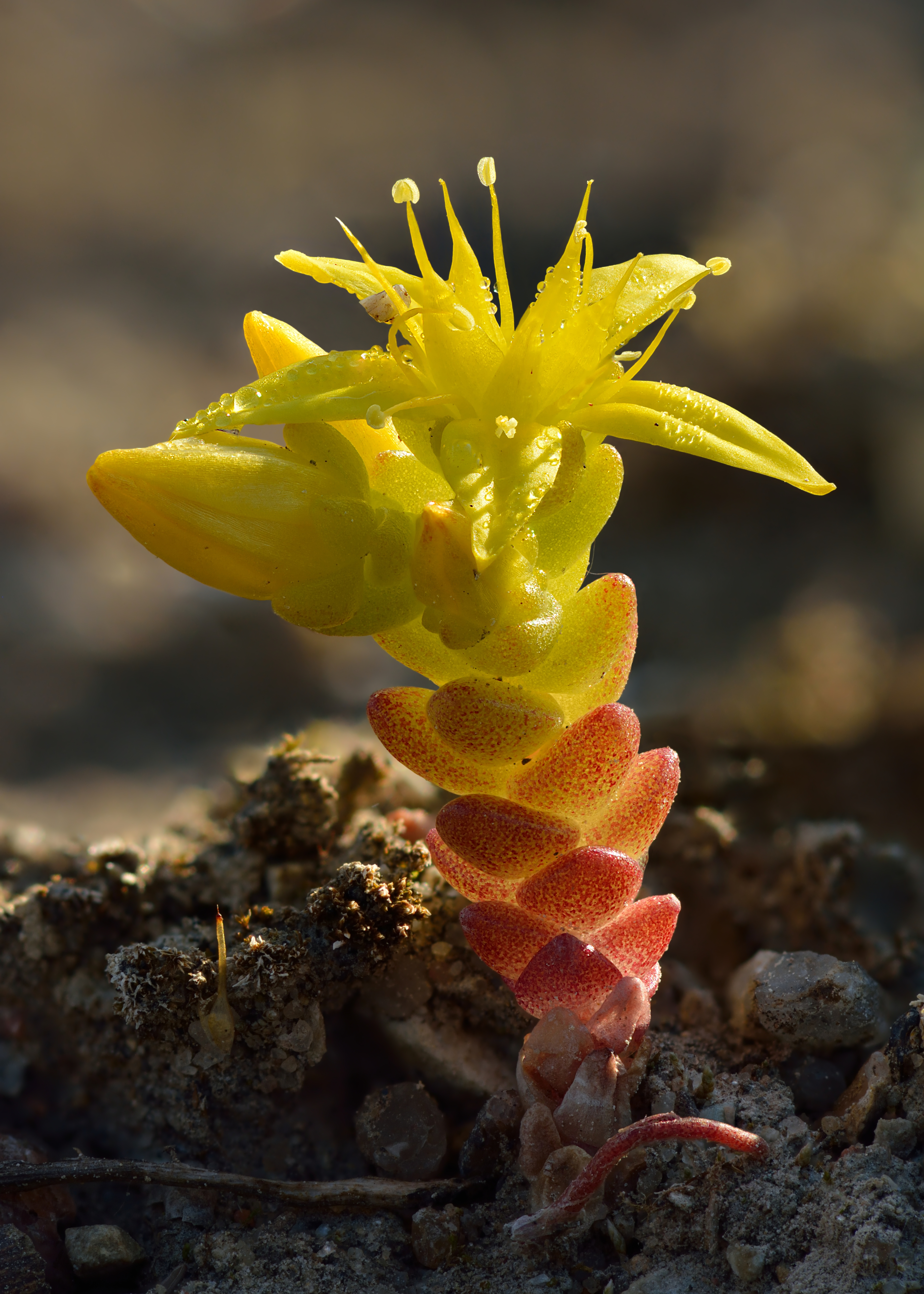
Specii din genul Sedum au fost utilizate istoric în medicina tradițională europeană pentru ameliorarea pirozisului.

În trecut, pirozisul era considerat o manifestare somatică a unor trăiri emoționale intense, fiind asociat cu furia sau neliniștea. Această concepție a fost însă contestată încă din anul 1591, când termenul hartburning a fost utilizat pentru a descrie o iritație epigastrică. William Shakespeare face referire la pirozis în piesa Tragedia lui Richard al Treilea, unde scrie: „o trudă îndelungată și o arsură în piept între neamul reginei și sângele regelui”. Relatări istorice ale simptomelor compatibile cu pirozisul, datând din perioada 1500–1700, includ descrieri precum „o aciditate, o usturime a stomacului, o arsură în piept” și „o durere ascuțită, de tip roadeală, localizată la orificiul stomacului”. Între secolele al XVI-lea și al XIX-lea, pentru ameliorarea pirozisului se utilizau remedii empirice precum specii de plante din genul Sedum, frunze de ceai verde mestecate, cretă sau magnezie.
Din cauza localizării toracice a senzației dureroase, pirozisul a fost atribuit inițial cordului, nu esofagului. Termenul cardialgie (din grecescul kardia – inimă – și -algia – durere) a fost folosit în literatura medicală europeană mai veche pentru a desemna senzația de arsură retrosternală. De asemenea, pirozisul era frecvent atribuit consumului de „alimente de calitate slabă”.
În secolele XVIII–XIX, terminologia utilizată pentru refluxul gastroesofagian varia considerabil. Un dicționar englez din a doua jumătate a secolului al XVIII-lea definea cardialgia ca „durerea de la cardia – orificiul esofagian superior al stomacului – sau arsură epigastrică”.
De-a lungul secolelor, termenii cardialgia, pirozis, dispepsie și indigestie au fost adesea utilizați interschimbabil, diferențierea lor clară nefiind realizată decât în secolul al XX-lea.

## În sarcină
Pirozisul este frecvent în timpul sarcinii, cu o prevalență estimată între 17% și 45%. Complicațiile sunt rare, astfel că investigații precum endoscopia digestivă superioară nu sunt, de regulă, necesare; diagnosticul se bazează, în mod obișnuit, pe evaluarea simptomelor, în absența semnelor de alarmă.
Etiologia pirozisului în sarcină este multifactorială. Modificările hormonale, în special creșterea concentrației de progesteron, determină relaxarea musculaturii netede, reducând tonusul și motilitatea gastrică, precum și presiunea exercitată de sfincterul esofagian inferior (structură care funcționează ca o valvă între esofag și stomac). În plus, în timpul sarcinii, sfincterul esofagian inferior poate migra în cavitatea toracică, unde presiunea este mai redusă, ceea ce favorizează refluxul conținutului gastric în esofag, ducând la iritație și la senzația de arsură retrosternală. Alți factori implicați includ: creșterea presiunii intraabdominale din cauza uterului gravid, creșterea în greutate, întârzierea golirii gastrice, încetinirea tranzitului intestinal și administrarea anumitor medicamente. Prevalența simptomelor poate varia în funcție de trimestrul de sarcină și de populația studiată.